# Richmond, London
Richmond är en stadsdel i London, tidigare en självständig stad. Den ligger 15 km med bil västsydväst om Londons centrum och är en av två stadskärnor i London Borough of Richmond upon Thames (den andra är Twickenham). Richmond ligger på Themsens södra sida mittemot East Twickenham, i praktiken öster om floden eftersom den böjer av norrut i närheten.
Området är uppkallat efter Richmond Palace, som byggdes av Henrik VII 1501 på platsen för en tidigare kungsgård. Richmond Palace fick sitt namn från Henrik VII:s tidigare titel earl av Richmond, som i sin tur kommer från Richmond i North Yorkshire. Det revs under 1600-talet.
Här återfinns det privata Richmond University.